# Giải vô địch bóng đá U-18 Đông Nam Á 2019
Giải vô địch bóng đá U-18 Đông Nam Á 2019 (tiếng Anh: 2019 AFF U-18 Youth Championship), còn có tên gọi là Giải vô địch bóng đá U-18 Đông Nam Á – Cúp Next Media 2019 hay AFF U-18 Next Media Cup 2019 vì lý do tài trợ, là mùa giải thứ 16 thuộc chuỗi các giải vô địch bóng đá Đông Nam Á dành cho độ tuổi dưới 19 hoặc lân cận được tổ chức bởi Liên đoàn bóng đá Đông Nam Á (AFF). Giải đấu diễn ra vào tháng 8 năm 2019 tại Thành phố Hồ Chí Minh và tỉnh Bình Dương của Việt Nam.

## Các đội tuyển tham dự
Tất cả 12 đội tuyển đến từ 12 hiệp hội thành viên của Liên đoàn bóng đá Đông Nam Á đều đã tham dự giải đấu lần này. Đây cũng là lần đầu tiên giải U-18 quy tụ tất cả các đội tuyển là thành viên của AFF. 
| Đội tuyển   | Hiệp hội         | Tham dự | Thành tích tốt nhất lần trước                                    |
| ----------- | ---------------- | ------- | ---------------------------------------------------------------- |
| Thái Lan    | HHBĐ Thái Lan    | 16 lần  | Vô địch (2002, 2009, 2011, 2015, 2017)                           |
| Việt Nam    | LĐBĐ Việt Nam    | 16 lần  | Vô địch (2007)                                                   |
| Campuchia   | LĐBĐ Campuchia   | 11 lần  | Vòng bảng (2002, 2007, 2009, 2011, 2013, 2015, 2016, 2017, 2018) |
| Brunei      | HHBĐ Brunei      | 9 lần   | Vòng bảng (2002, 2005, 2007, 2011, 2013, 2015, 2017, 2018)       |
| Indonesia   | HHBĐ Indonesia   | 10 lần  | Vô địch (2013)                                                   |
| Lào         | LĐBĐ Lào         | 11 lần  | Hạng ba (2002, 2005, 2015)                                       |
| Malaysia    | HHBĐ Malaysia    | 13 lần  | Vô địch (2018)                                                   |
| Myanmar     | LĐBĐ Myanmar     | 13 lần  | Vô địch (2003, 2005)                                             |
| Philippines | LĐBĐ Philippines | 9 lần   | Vòng bảng (2002, 2003, 2011, 2015, 2016, 2017, 2018)             |
| Singapore   | HHBĐ Singapore   | 12 lần  | Hạng ba (2003)                                                   |
| Đông Timor  | LĐBĐ Đông Timor  | 8 lần   | Hạng ba (2013)                                                   |
| Úc          | LĐBĐ Úc          | 8 lần   | Vô địch (2006, 2008, 2010, 2016)                                 |

## Địa điểm
Các trận đấu của giải diễn ra tại hai sân vận động chính là sân vận động Gò Đậu (Bình Dương) và sân vận động Thống Nhất (Thành phố Hồ Chí Minh). Ngoài ra, sân vận động Thành Long và sân phụ tại Bình Dương cũng được sử dụng cho các trận đấu diễn ra cùng giờ.
| Thành phố Hồ Chí Minh   | Thành phố Hồ Chí Minh   | Bình Dương          | Bình Dương         |
| ----------------------- | ----------------------- | ------------------- | ------------------ |
| Sân vận động Thống Nhất | Sân vận động Thành Long | Sân vận động Gò Đậu | Sân vận động Dĩ An |
| Sức chứa: 16.000        | Sức chứa: 4.000         | Sức chứa: 18.250    | Sức chứa: 5.000    |
| không khung             |                         | không khung         |                    |

## Trọng tài
| Trọng tài - Lim Bunthoeun (Campuchia) - Dwi Purba Adi Wicaksana (Indonesia) - Thoriq Munir Alkatiri (Indonesia) - Souei Vongkham (Lào) - Xaypaseuth Phongsanit (Lào) - Razlan Joffri Ali (Malaysia) - Myat Thu (Myanmar) - Clifford Daypuyat (Philippin) - Ahmad A'qashah Ahmad Al'Badowe (Singapore) - Mongkolchai Pechsri (Thái Lan) - Wiwat Jumpaoon (Thái Lan) - Ngô Duy Lân (Việt Nam) | Trợ lý trọng tài - Owen Goldrick (Australia) - Son Chanphearith (Cambodia) - Nurhadi (Indonesia) - Bambang Syamsudar (Indonesia) - Kilar Ladsavong (Lào) - Arif Shamil Abd Rasid (Malaysia) - Mohd Shahreen Che Omar (Malaysia) - Aye Chit Moe (Myanmar) - Francis Engalgado (Philippin) - Rawut Nakarit (Thái Lan) - Rachain Srichai (Thái Lan) - Phan Huy Hoàng (Việt Nam) |

## Vòng bảng

### Bảng A
| VT | Đội         | ST | T | H | B | BT | BB | HS  | Đ  | Giành quyền tham dự |
| -- | ----------- | -- | - | - | - | -- | -- | --- | -- | ------------------- |
| 1  | Indonesia   | 5  | 4 | 1 | 0 | 20 | 4  | +16 | 13 | Vòng loại trực tiếp |
| 2  | Myanmar     | 5  | 4 | 1 | 0 | 11 | 3  | +8  | 13 | Vòng loại trực tiếp |
| 3  | Lào         | 5  | 3 | 0 | 2 | 8  | 5  | +3  | 9  |                     |
| 4  | Đông Timor  | 5  | 2 | 0 | 3 | 12 | 13 | −1  | 6  |                     |
| 5  | Philippines | 5  | 1 | 0 | 4 | 8  | 18 | −10 | 3  |                     |
| 6  | Brunei      | 5  | 0 | 0 | 5 | 4  | 20 | −16 | 0  |                     |

| Indonesia                                                                | 7–1      | Philippines  |
| ------------------------------------------------------------------------ | -------- | ------------ |
| - Zico 3' - Fajar 15' - Bagus 16', 24' - David 42' - Supriadi 78', 90+1' | Chi tiết | - Ambong 66' |

| Lào       | 1–3      | Myanmar                                                   |
| --------- | -------- | --------------------------------------------------------- |
| - Tee 49' | Chi tiết | - Saw Kyaw Ae 29' - Wai Yan Soe 37' - Zaw Win Thein 90+1' |

| Đông Timor                                                                          | 7–2      | Brunei                |
| ----------------------------------------------------------------------------------- | -------- | --------------------- |
| - Conceição 12' - G. Moreira 32' - Braz 45' - de Lima 82', 87' - D. Araujo 89', 90' | Chi tiết | - Aisan Aiz. 48', 81' |

| Lào               | 1–0      | Brunei |
| ----------------- | -------- | ------ |
| - Thanouthong 21' | Chi tiết |        |

| Indonesia                                                  | 4–0      | Đông Timor          |
| ---------------------------------------------------------- | -------- | ------------------- |
| - David 9' - Salman 41' - Beckham 45+2' (ph.đ.) - Zico 77' | Chi tiết | - S. da Silva 90+7' |

| Myanmar                                                                     | 4–1      | Philippines      |
| --------------------------------------------------------------------------- | -------- | ---------------- |
| - Kaung Khant Kyaw 10' - La Min Htew 45' - Moe Swe 54' - Hein Htet Aung 71' | Chi tiết | - Tacardon 90+1' |

| Myanmar       | 1–0      | Đông Timor |
| ------------- | -------- | ---------- |
| - Moe Swe 71' | Chi tiết |            |

| Brunei      | 1–6      | Indonesia                                                           |
| ----------- | -------- | ------------------------------------------------------------------- |
| - Hilmi 60' | Chi tiết | - Bagus 8', 76' - Rendy 11' (ph.đ.), 44' - Beckham 25' - Zakiri 34' |

| Philippines | 0–1      | Lào          |
| ----------- | -------- | ------------ |
|             | Chi tiết | - Akkhom 81' |

| Indonesia                           | 2–1      | Lào            |
| ----------------------------------- | -------- | -------------- |
| - Bagus 72' - Anoulack 90+1' (l.n.) | Chi tiết | - Alounnay 70' |

| Đông Timor                                   | 5–2      | Philippines             |
| -------------------------------------------- | -------- | ----------------------- |
| - de Lima 30', 56', 60', 89' - Portela 90+2' | Chi tiết | - Dorin 60' - Bugas 77' |

| Brunei | 0–2      | Myanmar                            |
| ------ | -------- | ---------------------------------- |
|        | Chi tiết | - Pyae Phyo Aung 55' - Moe Swe 73' |

| Myanmar              | 1–1      | Indonesia   |
| -------------------- | -------- | ----------- |
| - Hein Htet Aung 50' | Chi tiết | - Rizky 68' |

| Lào                                                          | 4–0      | Đông Timor |
| ------------------------------------------------------------ | -------- | ---------- |
| - Chony 13' - Thanouthong 29' - Phouvieng 82' - Bounmy 90+3' | Chi tiết |            |

| Philippines                       | 4–1      | Brunei           |
| --------------------------------- | -------- | ---------------- |
| - Bugas 18' - Dorin 25', 79', 82' | Chi tiết | - Aisan Aiz. 87' |

### Bảng B
| VT | Đội          | ST | T | H | B | BT | BB | HS  | Đ  | Giành quyền tham dự |
| -- | ------------ | -- | - | - | - | -- | -- | --- | -- | ------------------- |
| 1  | Úc           | 5  | 4 | 0 | 1 | 17 | 6  | +11 | 12 | Vòng loại trực tiếp |
| 2  | Malaysia     | 5  | 3 | 0 | 2 | 9  | 3  | +6  | 9  | Vòng loại trực tiếp |
| 3  | Việt Nam (H) | 5  | 2 | 1 | 2 | 6  | 6  | 0   | 7  |                     |
| 4  | Campuchia    | 5  | 2 | 0 | 3 | 7  | 13 | −6  | 6  |                     |
| 5  | Thái Lan     | 5  | 1 | 2 | 2 | 6  | 8  | −2  | 5  |                     |
| 6  | Singapore    | 5  | 1 | 1 | 3 | 3  | 12 | −9  | 4  |                     |

| Thái Lan       | 1–1      | Singapore    |
| -------------- | -------- | ------------ |
| - Achitpol 50' | Chi tiết | - Danish 90' |

| Campuchia      | 1–5      | Úc                                                            |
| -------------- | -------- | ------------------------------------------------------------- |
| - Chanthea 74' | Chi tiết | - Trewin 3' - Ruiz-Diaz 5' - McCarthy 19' - Brooks 65', 90+3' |

| Việt Nam            | 1–0      | Malaysia |
| ------------------- | -------- | -------- |
| - Võ Minh Trọng 89' | Chi tiết |          |

| Thái Lan                             | 3–4      | Campuchia                                               |
| ------------------------------------ | -------- | ------------------------------------------------------- |
| - Guntapon 68', 90+6' - Thirapak 75' | Chi tiết | - Tola 53' - Chatmongkol 74' (l.n.) - Chanthea 87', 88' |

| Malaysia                          | 3–1      | Singapore    |
| --------------------------------- | -------- | ------------ |
| - Firdaus K. 6', 51' - Luqman 88' | Chi tiết | - Zamani 75' |

| Việt Nam                | 1–4      | Úc                                 |
| ----------------------- | -------- | ---------------------------------- |
| - Võ Nguyên Hoàng 45+2' | Chi tiết | - Tilio 1', 34', 90+3' - Brook 13' |

| Malaysia                                            | 3–0      | Campuchia |
| --------------------------------------------------- | -------- | --------- |
| - Mukhairi 18' - Muslihuddin 38' - Firdaus R. 45+2' | Chi tiết |           |

| Úc                                   | 3–1      | Thái Lan     |
| ------------------------------------ | -------- | ------------ |
| - Ruiz-Diaz 57', 78' - Carluccio 68' | Chi tiết | - Natcha 82' |

| Singapore | 0–3      | Việt Nam                                                          |
| --------- | -------- | ----------------------------------------------------------------- |
|           | Chi tiết | - Trần Mạnh Quỳnh 29' - Võ Nguyên Hoàng 47' - Nguyễn Kim Nhật 63' |

| Úc | 0–3      | Malaysia                     |
| -- | -------- | ---------------------------- |
|    | Chi tiết | - Luqman 17', 39' - Azam 27' |

| Campuchia | 0–1      | Singapore  |
| --------- | -------- | ---------- |
|           | Chi tiết | - Azri 66' |

| Thái Lan | 0–0      | Việt Nam |
| -------- | -------- | -------- |
|          | Chi tiết |          |

| Singapore | 0–5      | Úc                                                   |
| --------- | -------- | ---------------------------------------------------- |
|           | Chi tiết | - Monge 23' - Ruiz-Diaz 35', 39', 79' - Iannucci 73' |

| Việt Nam                | 1–2      | Campuchia                    |
| ----------------------- | -------- | ---------------------------- |
| - Nguyễn Kim Nhật 90+2' | Chi tiết | - Chanthea 50' - Lieng 90+5' |

| Malaysia | 0–1      | Thái Lan        |
| -------- | -------- | --------------- |
|          | Chi tiết | - Sitthinan 69' |

## Vòng đấu loại trực tiếp

### Sơ đồ
|  | Bán kết                            | Bán kết |                                    |   | Chung kết | Chung kết |
|  |                                    |         |                                    |   |           |           |
|  | 17 tháng 8 – Thủ Dầu Một           |         |                                    |   |           |           |
|  |                                    |         |                                    |   |           |           |
|  | Indonesia                          | 3       |                                    |   |           |           |
|  | Indonesia                          | 3       | 19 tháng 8 – Thành phố Hồ Chí Minh |   |           |           |
|  | Malaysia                           | 4       |                                    |   |           |           |
|  | Malaysia                           | 4       | Malaysia                           | 0 |           |           |
|  | 17 tháng 8 – Thủ Dầu Một           |         | Malaysia                           | 0 |           |           |
|  |                                    | Úc      | 1                                  |   |           |           |
|  | Úc                                 | Úc      | 1                                  | 2 |           |           |
|  | Úc                                 |         |                                    | 2 |           |           |
|  | Myanmar                            | 1       |                                    |   |           |           |
|  | Myanmar                            | 1       | Tranh hạng ba                      |   |           |           |
|  |                                    |         |                                    |   |           |           |
|  | 19 tháng 8 – Thành phố Hồ Chí Minh |         |                                    |   |           |           |
|  |                                    |         |                                    |   |           |           |
|  | Indonesia                          | 5       |                                    |   |           |           |
|  | Indonesia                          | 5       |                                    |   |           |           |
|  | Myanmar                            | 0       |                                    |   |           |           |

### Bán kết
| Indonesia                            | 3–4 (s.h.p.) | Malaysia                                           |
| ------------------------------------ | ------------ | -------------------------------------------------- |
| - Bagus 45' - Fajar 80' - Salman 83' | Chi tiết     | - Aiman 19' - Luqman 54' - Harith 84' (ph.đ.), 99' |

| Úc                       | 2–1      | Myanmar           |
| ------------------------ | -------- | ----------------- |
| - Brook 56' - Trewin 77' | Chi tiết | - La Min Htwe 18' |

### Tranh hạng ba
| Indonesia                                       | 5–0      | Myanmar |
| ----------------------------------------------- | -------- | ------- |
| - Beckham 37', 45+1' - Supriadi 38', 42', 45+3' | Chi tiết |         |

### Chung kết
| Malaysia | 0–1      | Úc          |
| -------- | -------- | ----------- |
|          | Chi tiết | - Brook 79' |

## Thống kê

### Vô địch
| Vô địch Giải vô địch bóng đá U-18 Đông Nam Á 2019 |
| ------------------------------------------------- |
| · Úc · Lần thứ 5                                  |

### Cầu thủ ghi bàn
Đã có 127 bàn thắng ghi được trong 34 trận đấu, trung bình 3.74 bàn thắng mỗi trận đấu.
6 bàn thắng
- Amiruddin Bagus Kahfi Al-Fikri
- Dylan Ruiz-Diaz
- Mouzinho Barreto de Lima

5 bàn thắng
- Mochammad Supriadi

4 bàn thắng
- Sieng Chanthea
- Beckham Putra
- Luqman Hakim Shamsudin
- Carlo Guanzon Dorin

3 bàn thắng
- Lachlan Brook
- Marco Tilio
- Aisan Aizuddin Abdullah Aiman
- Moe Swe

2 bàn thắng
- Kai Trewin
- Leyton Brooks
- David Maulana
- Fajar Fathur Rachman
- Rendy Juliansyah
- Sutan Diego Armando Ondriano Zico
- Thanouthong Kietnalonglop
- Harith Haiqal Adam
- Muhammad Firdaus Kaironnisam
- Hein Htet Aung
- La Min Htwe
- Pocholo Bugas
- Guntapon Keereeleang
- Danilson Araujo
- Nguyễn Kim Nhật
- Võ Nguyên Hoàng

1 bàn thắng
- Fabian Monge
- Gianluca Iannucci
- Harry McCarthy
- Jarrod Carluccio
- Mohd Hilmi Sidik
- Thy Lieng
- Wut Tola
- Brylian Aldama
- Khairul Imam Zakiri
- Muhammad Salman Alfarid
- Rizky Ridho Ramadhani
- Akkhom Thoranin
- Alounnay Lounlasy
- Bounmy Pinkeo
- Chony Wenpaserth
- Phouvieng Phounsavath
- Tee Sihalath
- Mohd Aiman Afif
- Muhammad Azam Azmi Murad
- Muhammad Firdaus Ramli
- Muhd Muslihuddin Atiq
- Mukhairi Ajmal
- Kaung Khant Kyaw
- Pyae Phyo Aung
- Saw Kyaw Ae
- Wai Yan Soe
- Zaw Win Thein
- Alimar Ambong
- Francis Arturo Tacardon
- Danish Qayyum Putra
- Muhammad Azri Suhaili Azar
- Muhammad Zamani Zamri
- Achitpol Keereerom
- Natcha Promsomboon
- Sitthinan Rungrueang
- Thirapak Prueangna
- Dom Lucas Braz
- Expedito da Conceição
- Gumario Da Silva Moreira
- Kornelis Nahak Portela
- Trần Mạnh Quỳnh
- Võ Minh Trọng

1 bàn phản lưới nhà
- Anoulack Vannalath (trong trận gặp Indonesia)
- Chatmongkol Rueangthanarot (trong trận gặp Campuchia)

## Phát sóng
| Quốc gia   | Mạng phát sóng                    | Kênh truyền hình                                                             | Nền tảng trực tuyến                                            | Tham khảo   |
| ---------- | --------------------------------- | ---------------------------------------------------------------------------- | -------------------------------------------------------------- | ----------- |
| Campuchia  | Smart Axiata                      | Hang Meas HDTV                                                               | —                                                              |             |
| Myanmar    | Canal+ Myanmar                    | Canal+ Sports                                                                | —                                                              |             |
| Malaysia   | Astro                             | Astro Arena                                                                  | —                                                              |             |
| Singapore  | Facebook                          | —                                                                            | Football Association of Singapore                              |             |
| Đông Timor | ETO Telco                         | —                                                                            | ETO+                                                           |             |
| Indonesia  | Emtek                             | SCTV                                                                         | Vidio                                                          | [ 3 ]       |
| Việt Nam   | Next Media, HTV, BTV, VTC, VTVCab | HTV Thể thao, BTV2, BTV5, VTC1, Bóng đá TV, Thể thao TV, Thể thao tin tức HD | VTVCab ON, Onme, VFF Channel, Next Sports (Facebook & YouTube) | [ 4 ] [ 5 ] |